# Leipephile
Leipephile (altgriechisch Λειπεφίλη Leipephílē, in den Handschriften Λειπεφιλήνη Leipephilḗnē), Tochter des Iolaos, ist eine Gestalt der griechischen Mythologie.
Mit ihrem Gemahl Phylas, einem Enkel des Herakles, hatte sie zwei Kinder. Ihr Sohn Hippotes erschlug irrtümlich den Seher Karnos, einen Liebling des Apollon. Ihre Tochter Thero wurde von Apollon die Mutter des Chairon.
Der handschriftlich überlieferte Name Leipephilene wird als verderbte Form zu Leipephile emendiert, als möglich vorgeschlagen werden aber auch Hippophile und Deiphile.